# Sisínio I de Constantinopla
Sisínio I (m. 24 de dezembro de 427) foi Arcebispo de Constantinopla entre 426 e 427. Antes de sua eleição, foi um presbítero numa paróquia da suburbana Eleia e havia se tornado conhecido por suas virtudes e piedade, bem com por seus atos de caridade.
Após a morte do arcebispo Ático, uma disputa eclodiu entre as facções eclesiásticas da capital imperial. Dentre os novos pretendentes estavam Filipe de Side e Proclo, ambos rejeitados pela população. Assim, em 28 de fevereiro de 426, Sisínio foi elevado ao trono arcebispal de Constantinopla. Filipe de Side, ressentido por sua promoção, escreveu amargamente sobre ele sua sua obra perdida "História Cristã". Proclo, por outro lado, logo tornou-se seu amigo, o que lhe rendeu uma promoção ao episcopado e a nomeação como bispo de Cízico. O arcebispado de Sisínio foi curto, pois ele veio a falecer pouco depois, no dia 24 de dezembro de 427. Ele é considerado santo pela Igreja Ortodoxa e comemorado no dia 11 de outubro.